# Puccinia cyani
Puccinia cyani ist eine Ständerpilzart aus der Ordnung der Rostpilze (Pucciniales). Der Pilz ist ein Endoparasit der Korbblütlergattung Centaurea. Symptome des Befalls durch die Art sind Rostflecken und Pusteln auf den Blattoberflächen der Wirtspflanzen. Sie ist weltweit verbreitet.

## Merkmale

### Makroskopische Merkmale
Puccinia cyani ist mit bloßem Auge nur anhand der auf der Oberfläche des Wirtes hervortretenden Sporenlager zu erkennen. Sie wachsen in Nestern, die als gelbliche bis braune Flecken und Pusteln auf den Blattoberflächen erscheinen.

### Mikroskopische Merkmale
Das Myzel von Puccinia cyani wächst wie bei allen Puccinia-Arten interzellulär und bildet Saugfäden, die in das Speichergewebe des Wirtes wachsen. Ihre Spermogonien wachsen systemisch und beidseitig auf der Oberfläche der Wirtsblätter. Die ebenfalls systemisch wachsenden Aecien der Art sind zimtbraun. Ihre hellgelblichen Aeciosporen sind 23–26 × 20–24 µm groß, kugelig bis breitellipsoid und stachelwarzig. Die meist blattunterseitig wachsenden Uredien des Pilzes sind zimtbraun. Die zimtbraun Uredosporen der Art sind 23–26 × 20–24 µm groß, eiförmig bis breitellipsoid und stachelwarzig. Die systemisch wachsenden Telien der Art sind schwarzbraun, pulverig und unbedeckt. Die kastanienbraunen Teliosporen sind zweizellig, in der Regel ellipsoid bis breitellipsoid, runzlig und meist 35–42 × 25–28 µm groß. Ihre Stiele sind farblos.

## Verbreitung
Das bekannte Verbreitungsgebiet von Puccinia cyani deckt sich mit der Verbreitung ihrer Wirtsgattung, sie ist in weiten Teilen der Welt zu finden.

## Ökologie
Die Wirtspflanzen von Puccinia cyani sind diverse Flockenblumen (Centaurea spp.). Der Pilz ernährt sich von den im Speichergewebe der Pflanzen vorhandenen Nährstoffen, seine Sporenlager brechen später durch die Blattoberfläche und setzen Sporen frei. Die Art durchläuft einen makrozyklischen Entwicklungszyklus mit Spermogonien, Aecien, Telien und Uredien. Als autöker Parasit macht sie keinen Wirtswechsel durch.